# Claude E. Leroy
Claude E. Leroy (* 24. November 1919 in Lake Mills, Wisconsin; † 4. März 2005 in Madison, Wisconsin) war ein US-amerikanischer Romanist, Hispanist und Lusitanist.

## Leben und Werk
Leroy studierte an der University of Wisconsin-Madison (Bachelor in Französisch 1941, Master in Spanisch, 1946) und war von 1943 bis 1946 (nach Kriegsdienst) an der gleichen Universität Instructor für Portugiesisch (so auch 1950–1951). Von 1947 bis 1948 unterrichtete er Spanisch an der University of Wisconsin-Green Bay. Von 1948 bis 1950 war er Direktor des amerikanischen Kulturinstituts in Porto Alegre, von 1954 bis 1958 Übersetzer und Dolmetscher einer Firma in Madrid und von 1958 bis 1960 Sprachlehrer in Venezuela und Brasilien. 1960 kehrte er an seine Heimatuniversität zurück, stieg vom Instructor (1960–1963) zum Assistant Professor (1964–1968) auf und war von 1968 bis zu seiner Emeritierung 1983 Associate Professor für Portugiesisch.

## Werke
- (Hrsg. mit Lloyd August Kasten) Érico Veríssimo, Gato prêto em campo de neve, New York 1947.
- Português para principiantes, 2 Bde., Madison, 1964.
  - Neubearbeitung durch Severino João Medeiros Albuquerque und Mary H. Schil, 1993.